# ياهلي
يا هلي مسلسل تلفزيوني كوميدي، سعودي من إنتاج هيئة الإذاعة والتلفزيون لعام 2024.

## القصة
عن قصة عائلة تسعى جاهدة بعد النجاح المفاجئ لأحد أفرادها، للانتقال من منزلها القديم في أحد أحياء الرياض القديمة إلى حي راق. لكن تتغير حياتها عندما يلم شملها بشخص غير متوقع.